# Thomas Maioli
Thomas Maioli var en italiensk boksamlare under första hälften av 1500-talet.
Maiolis levnadsöden är helt okända, man känner främst till honom genom att det tillsammans med hans valspråk tryckts på de böcker han samliat. Hans bibliotek utmärks av bokband av högsta kvalitet i fråga om såväl konstnärlig utsmyckning som utförande, utan att dock nå upp till de Grolierska bandens färnämlighet. Utsmyckningen består av rik bandflätning i guldtryck.